# Tutrakan
Tutrakan (in bulgaro Тутракан?) è un comune di 14 566 abitanti (dati 2015) del nord-est della Bulgaria, situato nella parte occidentale della Regione di Silistra. La sede comunale è nella località omonima.

## Località
Il comune è formato dall'insieme delle seguenti località:
- Tutrakan (sede comunale)
- Antimovo
- Belica
- Brenica
- Car Samuil
- Carev dol
- Dunavec
- Nova Černa
- Pojarevo
- Preslavci
- Sjanovo
- Staro selo
- Šumenci
- Tărnovci
- Varnenci

## Società

### Etnie e minoranze straniere
Secondo i dati dell'ultimo censimento del 2011, la popolazione del comune di Tutrakan è composta dai seguenti gruppi etnici:
| Etnia            | Numero | %     |
| ---------------- | ------ | ----- |
| Bulgari          | 9.716  | 63.20 |
| Turchi           | 3.862  | 25.12 |
| Zingari          | 742    | 4.83  |
| Altra            | 41     | 0.27  |
| Sconosciuta      | 84     | 0.55  |
| Nessuna risposta | 929    | 6.04  |
| TOTALE           | 15.374 | 100   |

### Evoluzione demografica
Il grafico mostra l'andamento della popolazione dall'inizio del XX secolo.
Abitanti censiti